# Asterocampa celtis
Asterocampa celtis (Syn.: Apatura Celtis) ist ein Schmetterling aus der Familie der Edelfalter (Nymphalidae).

## Merkmale

### Falter
Die Flügelspannweite dieser Falter beträgt 40 bis 55 Millimeter, nach anderen Quellen zwischen 50 und 66 Millimetern. Sie sind gelbbraun gefärbt und besitzen an den Spitzen der Vorderflügel weiße Punkte. Auf dem Hinterflügel sind es schwarze Flecke die eine Reihe am Außenrand bilden. Die Oberseiten der Vorderflügel besitzen einen charakteristischen schwarzen Augenfleck am äußeren Rand. Die Unterseiten der Flügel sind heller gefärbt und weisen dieselben Flecken auf wie auf der Oberseite, allerdings sind die Flecken hier noch weiß umrandet. Die Männchen sind in der Regel kleiner als die Weibchen und haben schmalere Flügel.

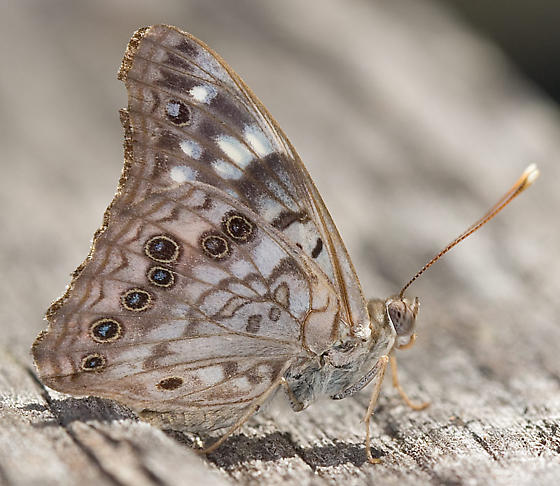
Flügelunterseite

### Ei
Die Eier sind cremig grün, weiß oder hellgelb gefärbt und durch eine Reihe von vertikalen Rippen gezeichnet.

### Raupe
Der Körper der Raupen ist grün mit grün-blauen Seiten und gelben Streifen die teilweise in einer Zick-Zack Linie verlaufen. Zwischen den Härchen befinden sich helle Punkte. Der Kopf ist grün oder braun mit vertikalen cremefarbenen Streifen und zwei langen Gabelhörnern hinter denen jeweils eine gelbe Linie verläuft. Ausgewachsene Raupen werden ca. 35 Millimeter groß. Sie haben eine sehr raue Haut.

### Puppe
Die Puppen sind gelb bis blau-grün mit einer gelben Linie mittig am Rücken und hellen Punkten am Bauch sowie vielen weißen schräg verlaufenden Linien unterhalb des Rückens. Eine dieser Linien kommt vom Analwinkel (Tornus) des Flügels und zwei andere dicke Linien verlaufen von den Spitzen der Hörner bis zur Mitte des Thorax in der Nähe der Rückenlinie. Weiterhin gibt es weiße Wellenlinien an den Seiten des Bauches die um den oberen Teil des Flügels verlaufen.

### Ähnliche Arten
- Asterocampa leilia, hat zwei dunklere Bereiche und zwei schwarze Augenflecke auf dem Vorderflügel.

## Verhalten und Lebensweise
Adulte Falter ernähren sich vom Saft faulender Früchte und Obst nehmen manchmal aber auch Blumennektar z. B. vom Wasserdost (Eupatorium), Schlamm, Aas und Kot auf. Männchen sitzen den ganzen Tag auf kleinen Bäumen, sonnenbeschienenen Baumstämmen oder anderen erhöhten Objekte und warten auf vorbeifliegende Weibchen. Am häufigsten tun sie dies vom frühen Nachmittag bis zum Sonnenuntergang. Ebenso sind menschliche Köpfe, sofern sich diese in ihrem Revier befinden gerne genommene Aussichtsplattformen, hier nehmen sie auch Schweiß auf. Sie haben einen sehr schnellen Flug. Weibchen sind weniger aktiv als Männchen, dadurch sind sie schwerer zu beobachten. Es werden mehrere Generationen von März bis November im Süden von Texas und in Florida ausgebildet. In Missouri sind es drei Generationen und weiter nördlich dann zwei Generationen von Juni bis September. Manchmal versammeln sich ganze Schwärme dieser Schmetterlinge in ihrem südlicheren Verbreitungsgebiet.
Die Raupen befressen besonders junge Blätter von Zürgelbäumen (Celtis) und Ulmengewächsen (Ulmaceae). Sie sind Einzelgänger und ruhen oft auf der Unterseite von Blättern. Ihre Entwicklung ist schneller als die der Art Asterocampa clyton. Im dritten Raupenstadium überwintert die Art. Hierfür ziehen sie sich in ein Nest aus zwei zusammen gesponnen Blättern zurück. Hier verfärbt sie sich während des Winters auch ins braune.
Die Eier werden meistens einzeln, manchmal aber auch in Gruppen von bis zu 20, seltener mehr, an jungen Nahrungspflanzen oder frischen Trieben abgelegt. Manchmal auch auf Rinde oder Zweigen.

## Verbreitung und Lebensraum

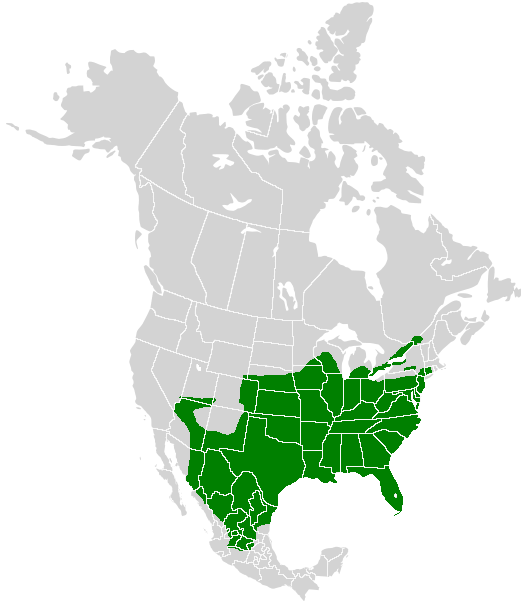
Verbreitungskarte

Die Art ist in Nordamerika von der subtropischen bis zur gemäßigten Zone verbreitet. Ihr Verbreitungsgebiet reicht vom Süden Mexikos nordöstlich in den Südwesten der USA bis nach Nebraska und in weite Teile der östlichen USA. Ausnahmen bilden hier die nördlichen Hälften von Wisconsin, Michigan und New York sowie Neuengland. Er ist häufig in Nord und Zentral Florida ist aber selten in Südflorida.
Sie bewohnt hier sehr unterschiedliche Lebensräume von Flusswäldern über Wüsten aber auch städtische Parkanlagen oder Bergregionen.

## Unterarten
Im ITIS-Report werden 3 Unterarten unterschieden:
- Asterocampa celtis celtis, (Boisduval & Leconte, 1835), ist dunkler gefärbt.
- Asterocampa celtis antonia, (W. H. Edwards, 1878), der innenliegende Augenfleck ist weiß. Im östlicheren Verbreitungsgebiet ist er schwarz oder schwarz mit weißem Punkt oder mit weißem Ring je weiter man nach Westen kommt. Das Verbreitungsgebiet liegt im Südwesten der USA wie Kalifornien, Arizona bis nach Nord- und Zentral-Mexiko.[3]
- Asterocampa celtis reinthali, Friedlander, 1988, Florida.[2]

In der Literatur gibt es noch eine weitere Unterart.
- Asterocampa celtis alicia, die äußere Hälfte der Vorderflügel ist dunkler und die Grundfarbe geht mehr ins orange. Kommt im Südosten der USA vor.[6]

## Status
Die Art ist weit verbreitet und häufig.